# Ludzas distrikt
Ludzas distrikt (lettisk: Ludzas rajons) er beliggende i regionen Letgallen i det østlige Letland. Udover den centrale administration består Ludzas distrikt af 23 selvstyrende enheder: 2 byer (lettisk: pilsētas, plur.; pilsēta, sing.), 2 storkommuner (lettisk: novadi, plur.; novads, sing.) samt 19 landkommuner (lettisk: pagasti, plur.; pagasts, sing.).

## Selvstyrende enheder underlagt Ludzas distrikt
- Blonti landkommune
- Brigi landkommune
- Cibla storkommune
- Cirma landkommune
- Goliševa landkommune
- Isnauda landkommune
- Istra landkommune
- Kārsava by
- Lauderi landkommune
- Ludza by
- Malnava landkommune
- Mežvidi landkommune
- Mērdzene landkommune
- Nirza landkommune
- Ņukši landkommune
- Pasiene landkommune
- Pilda landkommune
- Pureņi landkommune
- Pušmucova landkommune
- Rundēni landkommune
- Salnava landkommune
- Zilupe storkommune
- Zvirgzdene landkommune

56°33′N 27°43′Ø / 56.55°N 27.72°Ø